# Вьена и «Призраки»
«Вьена и „Призраки“» (англ. Viena and the Fantomes) — художественный фильм режиссёра Херардо Наранхо по его же сценарию. В фильме снимались Дакота Фаннинг, Джереми Аллен Уайт, Калеб Лэндри Джонс и Эван Рэйчел Вуд.
Компания Universal Pictures выпустила фильм 30 июня 2020 года.

## Сюжет
Америка, 1980-е годы. Вьена, гастрольный менеджер («роуди»), путешествует с эпатажной пост-панк группой «Fantomes», во время их гастролей по Америке. То, что начинается как дикая поездка с концертами и вечеринками, быстро переходит в алкогольный и наркотический угар. Вьена оказывается в ловушке опасного любовного треугольника между добродушным гастролером и неуравновешенным членом группы, и ей приходится искать собственные средства выживания — неважно, какой ценой.

## В ролях
- Дакота Фаннинг — Вьена
- Джереми Аллен Уайт — Фредди
- Фрэнк Диллейн — Киз
- Калеб Лэндри Джонс — Альберт
- Зои Кравиц — Мэдж
- Эван Рэйчел Вуд — Сьюзи
- Джон Бернтал — Монро

## Производство
Производство фильма началось в 2014 году в Лас-Вегасе, штат Невада. В конечном итоге фильм был отложен до 2020 года из-за того, что создатели фильма хотели получить «идеальный» монтаж.

## Релиз
Фильм был выпущен на сервисах видео по запросу 30 июня 2020 года.

## Приём критиков
Фильм имеет рейтинг одобрения 20 % на сайте-агрегаторе обзоров Rotten Tomatoes на основе 5 обзоров со средневзвешенным значением 4/10.